# Salomo Polak
Salomo Polak (Sleen, 19 december 1879 - Auschwitz, 5 november 1942) was een Nederlands-Joodse ondernemer en politicus.

## Levensloop
Polak was eigenaar van een manufacturenzaak te Hoogeveen. In de jaren dertig raakte hij maatschappelijk betrokken en kwam in contact met de huisarts Piet Kooiman, die daar de politieke partij Vrijzinnig Democraten was begonnen. Samen met hem zat Polak voor de Onafhankelijke Democratische Kieskring vanaf 1935 in de Hoogeveense gemeenteraad, waar zich in 1939 nog J. Koning bijvoegde.
Zijn zoon Simon kwam op 13 mei 1940 bij de Slag om de Grebbeberg om het leven. Een jaar na de Duitse bezetting werden Polak, zijn vrouw Klara Nathans en hun overgebleven dochter door de Duitsers opgepakt en weggevoerd. Ze werden later op transport gesteld naar het concentratie- en vernietigingskamp Auschwitz, waar zij eind 1942 werden vergast.